# Тонкерис (Целиноградский район)
Тонкерис (каз. Төңкеріс) — село в Целиноградском районе Акмолинской области Казахстана. Входит в состав Арайлынского сельского округа. Код КАТО — 116655300.

## География
Село расположено на правом берегу реки Ишим, на расстоянии примерно 27 километров (по прямой) к северу от административного центра района — села Акмол, в 6 километрах к западу от административного центра сельского округа — села Арайлы.
Абсолютная высота — 331 метров над уровнем моря.
Территория села — 16,72 км². Плотность населения — 57,11 чел./км².
Климат холодно-умеренный, с хорошей влажностью. Среднегодовая температура воздуха отрицательная и составляет около -4,1°С. Среднемесячная температура воздуха в июле достигает +20,5°С. Среднемесячная температура января составляет около -14,6°С. Среднегодовое количество осадков составляет около 390 мм. Основная часть осадков выпадает в период с июня по июль.
Ближайшие населённые пункты: аул Жана Жайнак — на юге, село Арайлы — на востоке, село Караменды батыра — на западе, на северо-западе — станция Косшокы.
Севернее села проходит автодорога республиканского значения — М-36 «Граница РФ (на Екатеринбург) — Алматы; через Костанай, Астана, Караганда».

## Население
В 1989 году население села составляло 749 человек (из них казахи — 44%, немцы — 43%).

В 1999 году население села составляло 741 человек (374 мужчины и 367 женщин). По данным переписи 2009 года, в селе проживало 955 человек (478 мужчин и 477 женщин).
| Численность населения | Численность населения | Численность населения |
| 1989                  | 1999                  | 2009                  |
| --------------------- | --------------------- | --------------------- |
| 749                   | ↘741                  | ↗955                  |